# Gościkowo
Gościkowo (niem. Paradies) – wieś w Polsce położona w województwie lubuskim, w powiecie świebodzińskim, w gminie Świebodzin.
W latach 1975–1998 miejscowość administracyjnie należała do województwa zielonogórskiego.
Częścią wsi jest Paradyż, obejmujący pocysterski zespół klasztorny i ulokowane w nim wyższe seminarium duchowne.

## Położenie
Niewielka wieś położona w środkowej części Pojezierza Lubuskiego, w kotlince polodowcowej, na lewym brzegu rzeki Paklicy. Sąsiaduje z Jordanowem, od którego oddzielona jest rzeką. We wsi znajduje się pocysterski klasztor, na terenie którego mieści się Wyższe Seminarium Duchowne w Paradyżu. Niedaleko seminarium znajduje się pałac poniemiecki wykorzystany po wojnie na siedzibę szkoły podstawowej. Przez wieś przebiega nieczynna linia kolejowa łącząca Międzyrzecz z linią kolejową Warszawa – Świecko w Toporowie.

## Integralne części wsi
| SIMC    | Nazwa     | Rodzaj      |
| ------- | --------- | ----------- |
| 0914993 | Gościkowo | kolonia wsi |
| 0914987 | Paradyż   | część wsi   |

## Nazwa
Najwcześniejsze zapisy nazwy miejscowości pochodzą z XVII-wiecznej kopii średniowiecznego dokumentu, w którym pod rokiem 1230 odnotowano Gostekovve est Paradisus. Później notowano również formy Gostichovo (1236, kopia z XVII wieku), in Goscichov que et Paradisus dicitur (1246), Goscychov (1296), monasterii de Paradiso, alias Gosczichovo (1381, kopia z 1650 roku), de Gosczichowa (1389), Goszdzichovo (1391), Gosczychowo (1418), Gosdzichowo (1563), Gozdzichowo (1775), Paradyż wś, niem. Paradies (1875), Paradyż, pierwotnie Gościkowo, mylnie Goździkowo i Gwoździkowo, niem. Paradies (1886), Gościkowo Goździkowo i Gwoździkowo – Paradies (1951).
Wieś od początków sprowadzenia do niej klasztoru cystersów aż do XV wieku nazywana była – podobnie jak sam klasztor – zamiennie: nazwą pierwotną Gościchowo albo nazwą klasztoru Paradyż, albo obydwoma nazwami jednocześnie. Paradyż jako nazwa wsi przyjęła się ostatecznie w XV wieku, wypierając nazwę Gościchowo . Forma Gościkowo została wprowadzono urzędowo 15 marca 1947 roku. Nazwa Gościkowo (początkowo Gościchowo) została utworzona przez dodanie sufiksu -owo do nazwy osobowej Gościk, Gościch, natomiast nazwa Paradyż pochodzi od łac. wyrazu Paradisus, stanowiącego część wyrażenia Paradisus Sanctae Mariae, czyli ‘raj świętej Marii’ .
We współczesnej oficjalnej nomenklaturze (TERYT), nazwą Paradyż określa się obszar Gościkowa wokół opactwa cystersów (SIMC 0914987).

## Historia

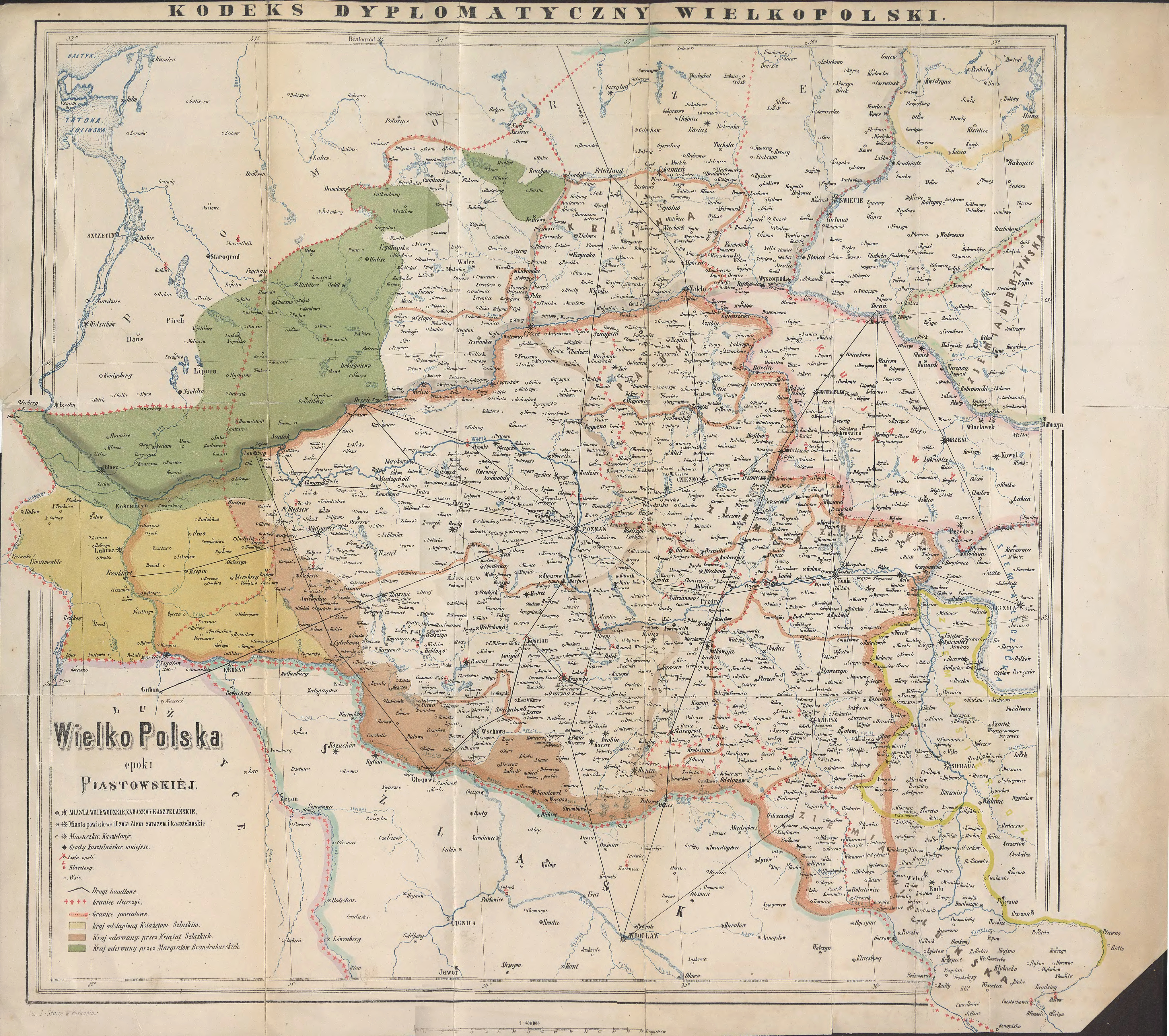
Gościkowo jako Paradyż na historycznej mapie Wielkopolski sporządzonej w 1888 roku według danych zaczerpniętych z Kodeksu dyplomatycznego.

We wsi jeszcze przed 1230 istniał drewniany kościół katolicki. Miejscowość początkowo była własnością rycerską, a później w wyniku darowizny stała się klasztorną. 29 stycznia 1230 roku wojewoda poznański oraz komes Gościkowa Mikołaj Bronisz (herbu Wieniawa) przekazał swoje dobra rodowe Henrykowi opatowi łanińskiemu w celu założenia klasztoru cystersów imienia Najświętszej Marii Panny pod łacińską nazwą Paradisus. W dokumencie tym za zezwoleniem księcia wielkopolskiego Władysława Odonica oraz Pawła biskupa poznańskiego oraz swojego brata Sędziwoja, bratanka Jarosza, żony oraz krewnych zapisał on cały swój majątek ruchomy oraz nieruchomy, a także dziedziczne wsie na cel fundacji przyszłego klasztoru .
Fundacja ta została potwierdzona w dokumencie wystawionym w Środzie Śląskiej przez Henryka Brodatego i Henryka Młodszego wobec Fulkona, arcybiskupa gnieźnieńskiego, Tomasza biskupa wrocławskiego i innych dostojników kościelnych. W 1235 roku zakonnicy wystarali się również o opiekę księcia wielkopolskiego Władysława Odonica Nowy kościół klasztorny z 14 ołtarzami poświęcony został w 1397 roku przez Mikołaja sufragana poznańskiego.
W 1236 roku Mikołaj Bronisz oświadczył, że przed sprowadzeniem do Gościkowa konwentu klasztoru paradyskiego, w młynie gościkowskim, zbudowanym tu kosztem Bronisza osadził na trzy lata pewnego Niemca zwanego Wilhelmem, który miał dokonać naprawy i ulepszenia tegoż młyna. Osadzony we wsi Niemiec nie mógł jak początkowo zamierzał założyć wsi na prawie niemieckim, więc po upływie 3 lat dobrowolnie zrezygnował z młyna i lokowania wsi oraz przyrzekł, że nie będzie w niczym szkodził klasztorowi gościkowskiemu .
Dobra należące do opactwa szybko się powiększały. W 1534 roku w posiadaniu zakonu znajdowało się 21 wsi, ponad 29 000 ha ziemi ornej i około 4000 ha lasów. Dawało to opactwu znaczne dochody, co umożliwiało rozbudowę kościoła i klasztoru. Cystersi sprowadzali osadników niemieckich i szerzyli wysokiej klasy gospodarkę rolną. Na mocy postanowienia sejmu w Piotrkowie z 1538 roku, stanowisko opata zarezerwowano dla Polaków. Od połowy XVI wieku nastąpił intensywny proces spolszczania klasztoru, przeorami paradyskimi bywali sekretarze królewscy, kanclerze koronni, mężowie stanu.
W 1740 roku miał miejsce napad na klasztor paradyski, którego dokonała regularna armia Prus. Przyczyną, która doprowadziła do tej sprawy, była osobliwa mania władcy Prus Fryderyka Wilhelma I wyszukiwania wyjątkowo rosłych rekrutów i wcielania ich siłą do organizowanej przez siebie gwardii olbrzymów. We wsi Wyszanowo należącej do klasztoru paradyskiego mieszkał sołtys nazwiskiem Klimke, na swoje nieszczęście chłop olbrzymiego wzrostu. Uzbrojeni werbownicy pruscy, przekroczyli polską granicę i uprowadzili go poturbowawszy przy tym jego chorą żonę. W odwet za to opat zatrzymał w klasztorze dwóch kupców pruskich z brandenburskiego Sulechowa. Wówczas to król pruski 21 marca 1740 roku wysłał na niczego nie spodziewający się klasztor oddział wojsk. Prusacy zniszczyli i obrabowali budynki opactwa, zbezcześcili kościół i poturbowali zakonników. Sprawa paradyska odbiła się głębokim echem w całym kraju i ujawniła zupełną bezsilność Polski wobec groźnego sąsiada.
Po II rozbiorze Rzeczypospolitej w 1793 roku, klasztor w Paradyżu znalazł się w obrębie zaboru pruskiego. W latach 1796–1810 rząd pruski skonfiskował część majątku opactwa. W 1834 roku nastąpiła kasata klasztoru, wówczas zakonników usunięto z miejscowości, a zbiory klasztorne uległy rozproszeniu. W 1871 roku odkryto w Gościkowie skarb srebrny ukryty po 1055 roku .
Powstało tu seminarium nauczycielskie, a w latach 1922–1939 działała średnia szkoła ogólnokształcąca. W maju 1939 roku został tu otwarty zakład kształcenia nauczycieli III Rzeszy, a pod koniec II wojny światowej pracowali specjaliści Luftwaffe. W 1945 roku Paradyż zajęły wojska sowieckie. Z kościoła i budynków dawnego klasztoru utworzono wówczas magazyny. Od 1947 roku Paradyż należał do zgromadzenia Księży Salezjanów, którzy otworzyli tu internat dla chłopców. Placówka nie działała jednak długo i w 1952 roku powołano tu Wydział Filozoficzny Gorzowskiego Diecezjalnego Seminarium Duchowego. Od 1961 roku całe Seminarium Duchowe z Gorzowa Wielkopolskiego przeniosło się do Paradyża.
13 marca 1998 roku w kawiarni seminarium duchownego doszło do podpisania tzw. ugody paradyskiej, będącej wspólną petycją regionalnych parlamentarzystów do premiera Jerzego Buzka o utworzenie województwa lubuskiego. Zawarta w niej propozycja podziału kompetencji władz regionalnych między Zieloną Górę i Gorzów Wielkopolski stanie się w przyszłości podstawą funkcjonowania województwa.

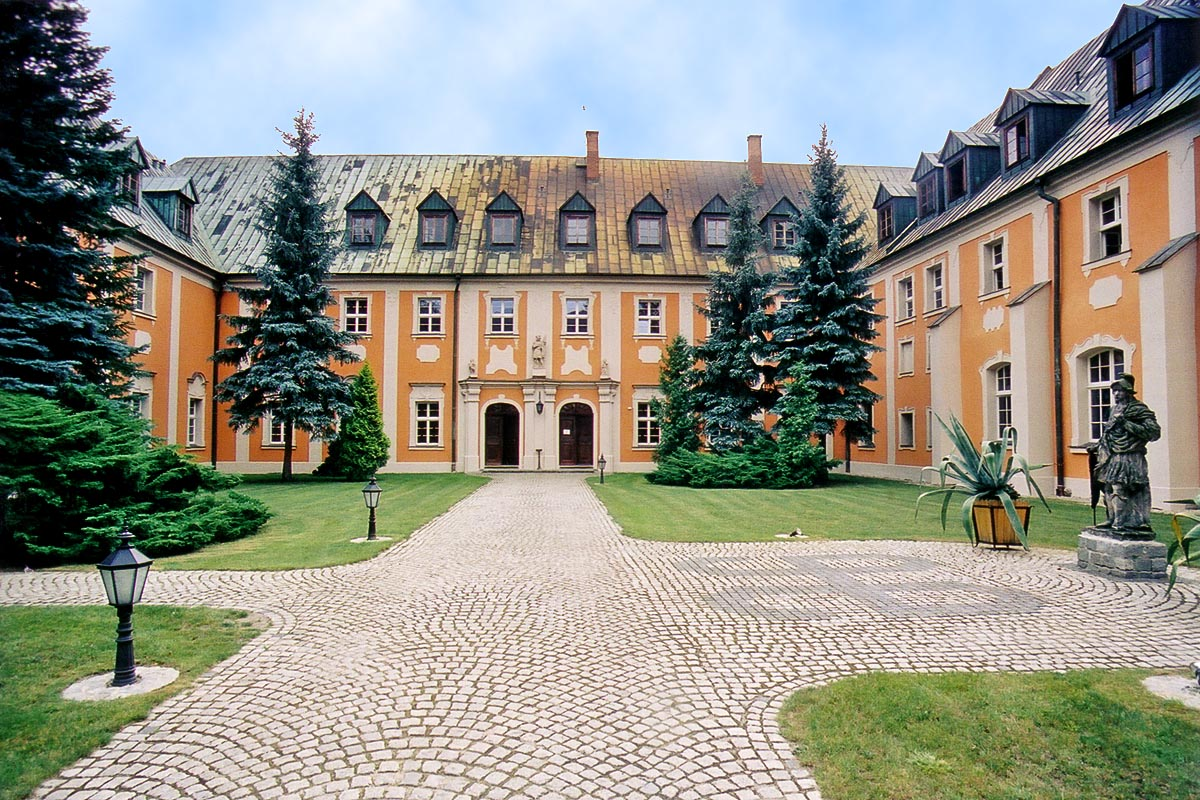
Dziedziniec klasztoru

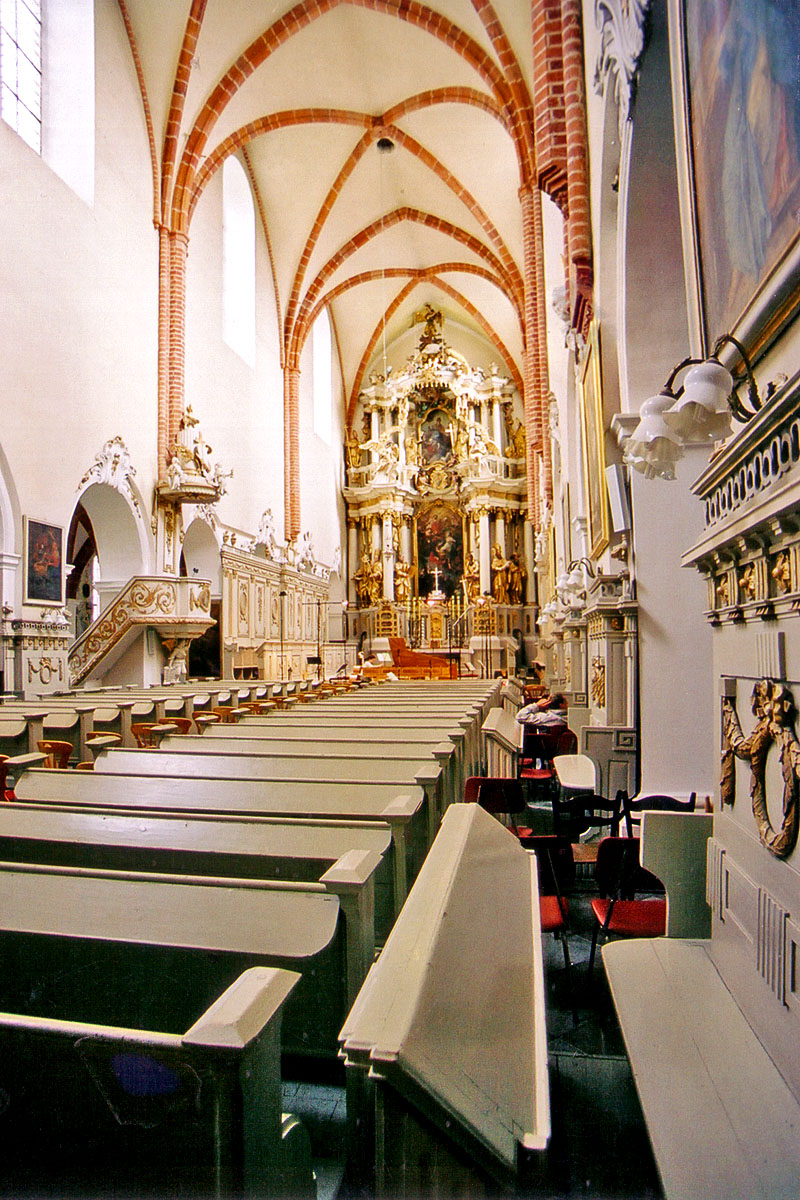
Wnętrze kościoła w Paradyżu

## Zabytki
Do wojewódzkiego rejestru zabytków wpisane są:
- zespół klasztorny cystersów w Paradyżu, z XIII-XVIII wieku:
  - kościół pod wezwaniem Najświętszej Marii Panny i świętego Marcina z XIII-XIV wieku przebudowany w XVIII wieku. Jeden z najcenniejszych zabytków na ziemi lubuskiej. W paradyskim kościele od 2003 r. odbywa się festiwal muzyki dawnej Muzyka w Raju. Wyposażenie[15]:
    - wielki barokowy ołtarz z 1739 roku, a w nim obraz „Wniebowzięcie Najśw. Marii Panny” autorstwa Schefflera oraz relikwiarze
    - barokowy prospekt organowy autorstwa Joachima Gottlona Petera
    - obraz fundacyjny z ok. 1700 r., ukazujący akt donacji klasztoru oraz scenę bitwy pod Legnicą w 1241 r.
    - w kaplicy, w ołtarzu, znajduje się obraz Matki Boskiej z Dzieciątkiem, XVII-wieczna kopia obrazu San Luca z Bolonii
    - fragmenty gotyckich fresków i sklepień
    - klasycystyczne stalle w prezbiterium, ozdobione wizerunkami dostojników kościelnych
    - na chórze zachowało się wielkie godło Stanisława Augusta Poniatowskiego z rodowym herbem Ciołek,
    - w posadzce kościoła umieszczone są płyty epitafijne.
    - na wyposażeniu kościoła znajduje się wieczna lampa, będąca misternym dziełem snycerskim, ufundował ją sekretarz Zygmunta III i Władysława IV – Marek Łętowski, według tradycji twórcą jej był sam król Władysław IV

  - klasztor, a w nim wyższe seminarium duchowne. Pierwotnie klasztor cysterski z przełomu XIII–XIV wieków, pozostał korpus nawowy ukończony ok. 1280 r., późniejsze piętnastowieczne gotyckie freski, powiększony i przebudowany w stylu późnego baroku w wieku XVIII. Dwukondygnacyjny budynek klauzury przylega do kościoła do wschodu oraz południa. Posiada dwa dziedzińce: starszy – gotycki, zwany małym wirydarzem, oraz nowy – nazywany dużym wirydarzem. W małym wirydarzu zachowały się gotyckie przęsła oraz fragmenty polichromii ściennej. Duży wirydarz, jak i elewacje budynku, mają wystrój barokowy. W XVIII w. trzy naroża budynku klasztoru wzbogacono o wieże w formie baszt i nakryto dzwonowatymi hełmami
  - teren klasztoru, dawne ogrody klasztorne, przylegają do klasztoru i kościoła od północy i zachodu. Ich ozdobą są figury kamienne z XVIII w., przedstawiające świętych, m.in. św. Floriana, św. Bernarda, św. Benedykta i św. Marcina z Tours. Przed zachodnią fasadą kościoła znajduje się rokokowa figura Marii Panny w otoczeniu świętych z 1755 r.
  - ogrodzenie kościoła i klasztoru, murowano-kamienne, z XVIII wieku
- dwa budynki folwarczne, z XVIII wieku.

## Ludzie związani z Paradyżem
- Z Paradyża pochodził Jakub z Paradyża (1381–1465), profesor Uniwersytetu Jagiellońskiego i rektor uniwersytetu w Erfurcie, zwolennik reformy zakonu i Kościoła, autor wielu traktatów z dziedziny teologii moralnej i prawa kanonicznego.
- W I połowie XVIII wieku działał tu polski kompozytor Benedykt Cichoszewski.